# Protoporphyrinogen IX
Protoporphyrinogen IX ist ein Stoffwechselintermediat das bei der Biosynthese von Porphyrinen entsteht, zu denen Hämoglobin und Chlorophyll gehören. Es ist ein direkter Vorläufer von Protoporphyrin IX.
Die Verbindung ist ein Porphyrinogen, was bedeutet, dass das zentrale Strukturelement ein nicht aromatischer Hexahydroporphin-Makrozyklus ist, der in späteren Stadien der Biosynthese zu einem aromatischen Porphin-Kern oxidiert wird. Wie die meisten Porphyrinogene ist die Verbindung farblos.

## Biosynthese
Die Verbindung wird in den meisten Organismen aus Coproporphyrinogen III durch das Enzym Coproporphyrinogen-Oxidase synthetisiert:
Der Prozess beinhaltet die Umwandlung von zwei der vier Propionsäuregruppen in Vinylgruppen. In Coproporphyrinogen III haben die Substituenten an den Pyrrolringen die Anordnung MP-MP-MP-PM, wobei M und P  Methyl- und Propionsäuregruppen bezeichnen. In Protoporphyrinogen IX wird die Sequenz MV-MV-MP-PM, wobei V für Vinyl steht.
Unter Einfluss von Protoporphyrinogen-Oxidase wird Protoporphyrinogen IX in Protoporphyrin IX umgewandelt; das Produkt ist das erste farbige Tetrapyrrol in der Biosynthese von Hämen.